# Bobô
Deivson Rogério da Silva (kallas Bobô), född 1 januari 1985 i Brasilien, är en brasiliansk före detta fotbollsspelare.

## Karriär
Bobô spelade 2006–2011 i turkiska Beşiktaş JK innan han flyttade hem till brasilianska ligan och Cruzeiro år 2011. År 2008 kallades han in för det brasilianska landslaget mot Irland. Han fick dock sitta på bänken hela den matchen.
Den 25 juli 2015 skrev Bobô på för laget Grêmio i Brasilien. År 2016 signerade Bobô ett 1-årskontrakt med den australienska klubben Sydney FC i A-League.
I maj 2022 meddelade Bobô att han skulle avsluta sin fotbollskarriär i slutet av säsongen 2021/2022.